# Премія «Оскар» найкращому хореографу
Премія «Оскар» найкращому хореографові — нагорода Американської академії кіномистецтва, яку присуджували щорічно в період з 1936 по 1938 роки. Нагороду отримував хореограф, що поставив один або кілька танцювальних номерів для будь-якого кінофільму. Категорія була скасована у 1938 році.
Імена переможців виділено  жирним шрифтом, в дужках вказано назви музичних композицій, для яких були створені танцювальні номери.

## Переможці та номінанти
1936
- Дейв Гулд — «Мелодія Бродвею 1936 року» («I've Got a Feeling You're Fooling») і «Фолі Бержер» («Straw Hat»)
  - Басбі Бьорклі — «Золотошукачі 1935-го» («Lullaby of Broadway», «The Words Are in My Heart»)
  - Боббі Конноллі — «Співачка з Бродвею» («Playboy from Paree») і «Пускалися в танок» («Latin from Manhattan»)
  - Семмі Лі — «Король бурлеска» («Lovely Lady», «Too Good to Be True»)
  - Гермес Пен — «Циліндр» («Top Hat»)
  - ЛеРой Прінз — «Вся королівська кіннота» («Viennese Waltz») і «Велике радіомовлення в 1936 році» («It's the Animal in Me»)
  - Б. Земак — «Вона» («Hall of Kings»)

1937
- Сеймур Фелікс — «Великий Зігфільд» («A Pretty Girl Is Like a Melody»)
  - Басбі Бьорклі — «Золотошукачі 1937-го» («Love and War»)
  - Боббі Конноллі — «Кейн і Мейбл» («1000 Love Songs»)
  - Дейв Гулд — «Народжена танцювати» («Swingin' the Jinx Away»)
  - Джек Хаскелл — «Одна на мільйон» («Skating Ensemble»)
  - Гермес Пен — «Час свінгу» («Bojangles of Harlem»)
  - Расселл Льюіс — «Танцюючий пірат» («The Finale»)

1938
- Гермес Пен — «Дамські неприємності» («Fun House»)
  - Семмі Лі — «Алі-баба вирушає в місто» («Swing Is Here to Stay»)
  - Дейв Гулд — «День на скачках» («All God's Children Got Rhythm»)
  - ЛеРой Прінз — «Весілля на Вайкікі»
  - Гаррі Лозі — «Тонкий лід» («Prince Igor Suite»)
  - Боббі Конноллі — «Ready, Willing and Able» («Too Marvelous for Words»)
  - Басбі Бьорклі — «Varsity Show» («The Finale»)